# Ithica 27 ϕ 9
Az Ithica 27 ϕ 9 a Mogwai egy dala, valamint a Summer/Ithica 27 ϕ 9 kislemezük B-oldala, amelyet 1996. november 4-én adott ki a Love Train.
A szám szerepel a Ten Rapid (Collected Recordings 1996–1997) válogatásalbumon. Hivatkoznak rá még Ithica 27ø9, Ithica 27-9 és Ithica 27 Phi 9 néven is.

## Leírás
A gitárok hangolása C♯ A E G♯ G♯ G♯. A dal egy ismétlődő szólammal kezdődik, majd a 13. másodpercben egy finom G♯ háttérakkord csendül fel. A 38. másodpercben újabb gitárszólamok és dobok lépnek be, és a dallam megváltozik. 1 perc 1 másodpercnél újra a fő szólam hallható, majd 1:25-től a gitárok és a dobok fokozatosan hangosodnak és gyorsulnak, majd 1:47-nél egy torz gitárhang szerepel; ez egészen 2:19-ig folytatódik, ahonnan újra az eredeti szólamé a főszerep egészen 2:40-ig, ahol a gitárok fokozatosan elhalkulnak.

## Számlista
Az összes dal szerzője a Mogwai; a Summer dalban közreműködött David Robertson. 
| 1.   | Summer (zenéjét David Robertson szerezte) | 4:25 |
| 2.   | Ithica 27 ϕ 9                             | 2:57 |
| 7:22 |                                           |      |

## Közreműködők

### Mogwai
- Stuart Braithwaite, John Cummings – gitár
- Dominic Aitchison – basszusgitár, producer
- Martin Bulloch – dob

### Gyártás
- Paul Savage – producer, keverés
- Neale Smith – borító

## Fordítás
Ez a szócikk részben vagy egészben  az   Ithica 27 ϕ 9 című angol Wikipédia-szócikk ezen változatának fordításán alapul.  Az eredeti cikk szerkesztőit annak laptörténete sorolja fel. Ez a jelzés csupán a megfogalmazás eredetét és a szerzői jogokat jelzi, nem szolgál a cikkben szereplő információk forrásmegjelöléseként.